# Либорио Негрон Торес (Порторико)
Либорио Негрон Торес (шп. Liborio Negrón Torres) град је у америчкој острвској територији Порторико, острвској држави Кариба.

## Демографија
По попису из 2010. године број становника је 1.112, што је 191 (-14,7%) становника мање него 2000. године.
| Група             | 2000.         | 2010.         |
| Белци             | 3 (0,2%)      | 2 (0,2%)      |
| Афроамериканци    | 16 (1,2%)     | 79 (7,1%)     |
| Азијати           | 0 (0,0%)      | 1 (0,1%)      |
| Хиспаноамериканци | 1.298 (99,6%) | 1.110 (99,8%) |
| Укупно            | 1.303         | 1.112         |